# Saison NBA Development League 2007-2008
Navigation
Saison 2006-2007 Saison 2008-2009
La saison NBA Development League 2007-2008 est la 7e saison de la NBA Development League, la ligue mineure de la National Basketball Association (NBA). Le Stampede de l'Idaho remporte le titre de champion,  en s'imposant en finale face aux Toros d'Austin.

## Saison régulière
| Central Division         | Central Division | Central Division | Central Division | Central Division |
| Équipe                   | Victoires        | Défaites         | % de victoires   | Écart            |
| ------------------------ | ---------------- | ---------------- | ---------------- | ---------------- |
| Dakota Wizards           | 29               | 21               | 58,0             | --               |
| Sioux Falls Skyforce     | 28               | 22               | 56,0             | 1                |
| Iowa Energy              | 22               | 28               | 44,0             | 7                |
| Fort Wayne Mad Ants      | 17               | 33               | 34,0             | 12               |
| Southwestern Division    |                  |                  |                  |                  |
| Équipe                   | Victoires        | Défaites         | % de victoires   | Écart            |
| Austin Toros             | 30               | 20               | 60,0             | --               |
| Colorado 14ers           | 29               | 21               | 58,0             | 1                |
| Tulsa 66ers              | 26               | 24               | 52,0             | 4                |
| Albuquerque Thunderbirds | 22               | 28               | 44,0             | 8                |
| Rio Grande Valley Vipers | 21               | 29               | 42,0             | 9                |
| Western Division         |                  |                  |                  |                  |
| Équipe                   | Victoires        | Défaites         | % de victoires   | Écart            |
| Idaho Stampede           | 36               | 14               | 72,0             | --               |
| Los Angeles D-Fenders    | 32               | 18               | 64,0             | 4                |
| Utah Flash               | 24               | 26               | 48,0             | 12               |
| Anaheim Arsenal          | 23               | 27               | 46,0             | 13               |
| Bakersfield Jam          | 11               | 39               | 22,0             | 25               |

## Playoffs
|  | Premier tour | Premier tour          | Premier tour |                |    | Demi-finales          | Demi-finales | Demi-finales |  |  | Finale | Finale       | Finale |
|  |              |                       |              |                |    |                       |              |              |  |  |        |              |        |
|  | E2           | Sioux Falls Skyforce  | 101          |                |    |                       |              |              |  |  |        |              |        |
|  | E1           | Dakota Wizards        | 89           |                |    |                       |              |              |  |  |        |              |        |
|  | E1           | Dakota Wizards        | 89           |                | E2 | Sioux Falls Skyforce  | 93           |              |  |  |        |              |        |
|  |              |                       |              |                | E2 | Sioux Falls Skyforce  | 93           |              |  |  |        |              |        |
|  |              |                       | SW1          | Austin Toros   | 99 |                       |              |              |  |  |        |              |        |
|  |              |                       | SW1          | Austin Toros   | 99 |                       |              |              |  |  |        |              |        |
|  |              |                       |              |                |    |                       |              |              |  |  |        |              |        |
|  |              |                       |              |                |    |                       |              |              |  |  |        |              |        |
|  |              |                       |              |                |    |                       |              |              |  |  | SW1    | Austin Toros | 1      |
|  |              |                       | W1           | Idaho Stampede | 2  |                       |              |              |  |  |        |              |        |
|  | W2           | Los Angeles D-Fenders | 102          |                |    |                       |              |              |  |  |        |              |        |
|  | SW2          | Colorado 14ers        | 95           |                |    |                       |              |              |  |  |        |              |        |
|  | SW2          | Colorado 14ers        | 95           |                | W2 | Los Angeles D-Fenders | 90           |              |  |  |        |              |        |
|  |              |                       |              |                | W2 | Los Angeles D-Fenders | 90           |              |  |  |        |              |        |
|  |              |                       | W1           | Idaho Stampede | 97 |                       |              |              |  |  |        |              |        |
|  |              |                       | W1           | Idaho Stampede | 97 |                       |              |              |  |  |        |              |        |
|  |              |                       |              |                |    |                       |              |              |  |  |        |              |        |

## Finale
|  |                |  |    |    |     |
|  | Finale         |  |    |    |     |
|  |                |  |    |    |     |
|  |                |  |    |    |     |
|  | Idaho Stampede |  | 89 | 90 | 108 |
|  | Idaho Stampede |  | 89 | 90 | 108 |
|  | Austin Toros   |  | 95 | 89 | 101 |

Le premier match se joue à Idaho, le deuxième match et l'éventuelle belle se jouant à Austin.

## Récompenses
MVP de la saison régulière : Kasib Powell (Skyforce de Sioux Falls)
Rookie de l'année : Blake Ahearn (Wizards du Dakota)
Défenseur de l'année : Mouhamed Sene (Stampede de l'Idaho) et Stéphane Lasme (D-Fenders de Los Angeles)
Joueur d'impact de l'année : Morris Almond (Flash de l'Utah)
Prix Jason Collier pour l'esprit sportif : Billy Thomas (14ers du Colorado)
Entraîneur de l'année : Bryan Gates (Stampede de l'Idaho)
MVP du All-Star D-League : Jeremy Richardson (Mad Ants de Fort Wayne)
| All-NBA D-League First Team : - Sean Banks (D-Fenders de Los Angeles - Eddie Gill (Colorado 14ers) - Randy Livingston (Stampede de l'Idaho) - Ian Mahinmi (Toros d'Austin) - Kasib Powell (Skyforce de Sioux Falls) | All-NBA D-League Second Team : - Blake Ahearn (Wizards du Dakota) - Lance Allred (Stampede de l'Idaho) - Andre Barrett (Jam de Bakersfield / Toros d'Austin) - Rod Benson (Wizards du Dakota) - Kaniel Dickens (14ers du Colorado) | All-NBA D-League Third Team : - Morris Almond (Flash de l'Utah) - Jelani McCoy (D-Fenders de Los Angeles) - Carlos Powell (Wizards du Dakota) - Billy Thomas (14ers du Colorado) - Marcus Williams (Toros d'Austin) |